# Mycalesis xeneas
Mycalesis xeneas är en fjärilsart som beskrevs av William Chapman Hewitson 1866. Mycalesis xeneas ingår i släktet Mycalesis och familjen praktfjärilar. Inga underarter finns listade i Catalogue of Life.